# Вангельєв Віктор Олександрович
Ві́ктор Олекса́ндрович Ва́нгельєв (* 1946) — заслужений тренер України з плавання; Заслужений працівник фізичної культури і спорту України; нагороджений орденом «За заслуги» ІІІ ступеня та медаллю «За працю і звитягу».
Грек за походженням.
Перший тренер Олімпійського чемпіона Олександра Сидоренка.
Підготував: ЗМСУ Даниїл Чуфаров
Місце роботи: Донецька обласна ДЮСШ для інвалідів, м. Бахмут, вул. Садова, буд. 137